# SUNRISE BEYOND
주식회사 SUNRISE BEYOND(선라이즈 비욘드)는 과거에 존재했던 일본의 애니메이션 제작사다. 주식회사 반다이 남코 필름웍스의 완전 자회사였다.

## 역사
2018년 11월 20일, 모회사인 선라이즈(후의 반다이 남코 필름웍스)가 XEBEC의 포스트 프로덕션 부문을 제외한 영상 제작 사업을 양수한다고 발표했다(그 후 촬영 부문, 네리마 스튜디오, 마무리 부문 및 과거 작품의 저작권을 제외한 애니메이션 작화·제작 관리 부문의 양수로 변경).
2019년 3월 1일에 자회사로서 이 회사를 설립하고, 4월 1일자로 상기의 사업을 계승했다.
2021년 10월 18일에 선라이즈가 신본사 '화이트 베이스'(도쿄도 스기나미구 오기쿠보 4초메 30번 16호 후지사와 빌딩 내)를 가동시킨 것에 따라, 선라이즈·반다이 남코 픽처스·SUNRISE BEYOND·선라이즈 뮤직의 그룹 4사의 본사를 같은 장소에 집약하게 되어, SUNRISE BEYOND는 2022년 7월에 도쿄도 니시토쿄시 니시하라정 1초메 4번 1호 우노 빌딩으로부터 이전했다.
2024년 4월 1일에 반다이 남코 필름웍스에 흡수 합병되어 해산했다.

## 작품 목록

### TV 애니메이션
| 년도   | 방송 기간         | 제목                               | 감독            | 비고               |
| ------ | ----------------- | ---------------------------------- | --------------- | ------------------ |
| 2020년 | 10월 - 2021년 3월 | 킹스레이드: 의지를 잇는 자들       | 호시노 마코토   | 공동 제작: OLM     |
| 2021년 | 10월 - 12월       | 경계전기                           | 하바라 노부요시 |                    |
| 2022년 | 4월 - 5월         | 기동전사 건담 철혈의 오펀스 특별판 | 나가이 타츠유키 | 본 방송의 재편집판 |
| 2022년 | 4월 - 6월         | 경계전기(제2부)                    | 하바라 노부요시 |                    |
| 2023년 | 10월 - 12월       | 변경의 팔라딘: 철녹산의 왕         | 이와나가 아키라 | 공동 제작: OLM     |

### Web 애니메이션
| 년도   | 제목                        | 감독          | 비고       |
| ------ | --------------------------- | ------------- | ---------- |
| 2019년 | 건담 빌드 다이버즈 Re:RISE  | 와타다 신야   | 1st Season |
| 2020년 | 건담 빌드 다이버즈 Re:RISE  |               | 2nd Season |
| 2020년 | 건담 빌드 다이버즈 배틀로그 | 오바리 마사미 |            |
| 2023년 | 경계전기 극강의 장귀        | 오바리 마사미 |            |
| 2023년 | 건담 빌드 메타버스          | 오바리 마사미 |            |